# Немецкий институт экономических исследований
Немецкий институт экономических исследований (нем. Deutsches Institut für Wirtschaftsforschung, DIW) — экономическое научно-исследовательское учреждение (Берлин). Институт основан в 1925 г. Эрнстом Вагеманном под названием «Институт исследования экономической конъюнктуры» (Institut für Konjunkturforschung). Президентом института является профессор Марсель Фратчер, директором — Корнелиус Рихтер.
Основные подразделения (департаменты) института: «Международной экономики», «Информационного общества и конкуренции», «Макро-анализа и прогнозирования», «Энергетики, транспорта и окружающей среды», а также «Социально-экономический отдел» (Das Sozio-oekonomische Panel, SOEP).
SOEP присуждает ряд премий:
1 «За лучшую публикацию» (Best Publications Prize) — премия присуждается с 1999 г. раз в два года в трех номинациях: «Лучшая научная публикация» (первая премия — € 1 000; две вторые премии — по €600); «Лучшая молодёжная публикация» (то же количество и размеры премий); «Лучшая публикация на политическую тему» (две премии по €300); среди лауреатов премии — Д. Блау (1999);
2 «За лучшую презентацию» (Best Presentations Prize) — премия вручается раз в два года с 2000 г. за лучшую презентацию на конференции SOEP (три премии по €250);
3 «Премия Феликса Бюхеля» (Felix Buechel Award) — премия в память сотрудника института Ф. Бюхеля (1957—2004); будет вручаться с 2006 г. раз в два года (€1 000).
Институт издает журнал Vierteljahrshefte zur Wirtschaftsforschung.